# Marchadaine
Die Marchadaine ist ein Fluss in Frankreich, der in der Region Nouvelle-Aquitaine verläuft. Sie entspringt im südwestlichen Gemeindegebiet von Montrol-Sénard, entwässert generell Richtung Westnordwest und mündet nach rund 21 Kilometern im Gemeindegebiet von Brillac als linker Nebenfluss in die Issoire. Auf ihrem Weg durchquert die Marchadaine die Départements Haute-Vienne und Charente.

## Orte am Fluss
(Reihenfolge in Fließrichtung)
- Les Clédières, Gemeinde Montrol-Sénard
- La Forge, Gemeinde Montrol-Sénard
- La Borderie, Gemeinde Montrollet
- L’Aumônerie, Gemeinde Saint-Christophe
- La Marousse, Gemeinde Saint-Christophe
- Les Renaudies, Gemeinde Lesterps
- La Vauzelle, Gemeinde Brillac
- La Touille, Gemeinde Brillac